# Toninho Geraes
Toninho Geraes (Belo Horizonte, 14 de março de 1962) é um cantor e compositor brasileiro. Em 1986, gravou seu primeiro disco Na Aba do Pagode, pela RGE.
Toninho Geraes tem mais de 250 canções gravadas, incluindo alguns clássicos, e é sempre disputado pelas grandes estrelas, que o diga Beth Carvalho que o convenceu a ceder Se a Fila Andar para seu novo DVD. A música havia sido reservada para o próximo CD do sambista, mas ele não resistiu aos apelos da Madrinha do Samba.
A chegada ao Rio de Janeiro aconteceu a convite de José Carlos Viana, membro do grupo Inocentes do Samba e irmão de Ney Viana. “O conjunto acompanhava os shows do saudoso intérprete da Mocidade Independente de Padre Miguel.” Na mesma década fez parte de uma coletânea da EMI-Odeon que lançou grandes sambistas. Ele interpretava duas músicas e era autor de três canções.
Foi o início de uma carreira brilhante que produziu pérolas como Mulheres e Seu Balancê. A primeira se tornou um marco para Toninho Geraes, sendo interpretada por Martinho da Vila, Emílio Santiago, Simone, Chitãozinho e Xororó e Zeca do Trombone, entre outros. A outra, imortalizada por Zeca Pagodinho, é sua menina dos olhos.
Como bom compositor de alma carioca, Toninho Geraes entrou nas disputas de sambas-enredo de algumas escolas do Rio de Janeiro, porém sem o mesmo sucesso que fora das quadras. “Já fui vice diversas vezes”, lembra o portelense que já concorreu na Portela, Salgueiro, São Clemente, Unidos de Vila Isabel, Estácio de Sá e União de Jacarepaguá. “Mas ganhei na Cidade Jardim, de Belo Horizonte, três vezes, na década de 1980.”
A última vez que Toninho Geraes concorreu em uma escola de samba foi em 2008, na Portela, ao lado de Wanderley Monteiro, Luis Carlos Máximo e do amigo Toninho Nascimento, a quem levou para a Águia de Madureira.

## Discografia
- Aluayê, Os Novos Afro-Sambas (Mills Records, 2022)
- Estação Madureira (Alma Boêmia Discos, 2017)
- Preceito (Sony Music, 2010)
- Samba de Botequim (Paradoxx Music, 2001)
- Mel e Pimenta (Indie Records, 1997)
- Chances Iguais (EMI-Odeon, 1987)[2]
- Na Aba do Pagode (EMI, 1986) - Coletânea com Dunga, Jorge King, Grupo Chamego, Carlos de Souza, Paulinho da Aba e Grupo Só Preto Sem Preconceito[1]